# Machaerium
Genre
Machaerium est un genre de plantes à fleurs dicotylédones de la famille des Fabaceae, sous-famille des Faboideae, originaire des régions tropicales d'Afrique et d'Amérique, qui comprend plus de 150 espèces acceptées.

## Liste d'espèces
Selon The Plant List (3 novembre 2018) :
- Machaerium aculeatum Raddi
- Machaerium acutifolium Vogel
- Machaerium allemanii Benth.
- Machaerium amazonense Hoehne
- Machaerium amplum Benth.
- Machaerium arboreum (Jacq.) Vogel
- Machaerium aristulatum (Benth.) Ducke
- Machaerium aureiflorum Ducke
- Machaerium berteronianum (Steud.) Urb.
- Machaerium biovulatum Micheli
- Machaerium bondaense Pittier
- Machaerium brachycarpum Pittier
- Machaerium brasiliense Vogel
- Machaerium caicarense Pittier
- Machaerium campylothyrsum Hoehne
- Machaerium cantarellianum Hoehne
- Machaerium capote Dugand
- Machaerium caratinganum Kuhlm. & Hoehne
- Machaerium castaneiflorum Ducke
- Machaerium caudatum Ducke
- Machaerium chambersii Dwyer
- Machaerium chiapense Brandegee
- Machaerium cirrhiferum Pittier
- Machaerium cobanense Donn.Sm.
- Machaerium complanatum Ducke
- Machaerium compressicaule Ducke
- Machaerium condensatum Kuhlm. & Hoehne
- Machaerium conzattii Rudd
- Machaerium costulatum Rudd
- Machaerium cultratum Pittier
- Machaerium cuspidatum Kuhlm. & Hoehne
- Machaerium cuzcoense Rudd
- Machaerium darienense Pittier
- Machaerium darlense Pittier
- Machaerium debile (Vell.) Stellfeld
- Machaerium declinatum (Vell.) Stellfeld
- Machaerium densicomum Benth.
- Machaerium dimorphandrum Hoehne
- Machaerium discolor Vogel
- Machaerium dubium (Kunth) Rudd
- Machaerium duckeanum Hoehne
- Machaerium eggersii Hoehne
- Machaerium eliasii Rudd
- Machaerium eriocarpum Benth.
- Machaerium eriostemon Benth.
- Machaerium falciforme Rudd
- Machaerium ferox (Benth.) Ducke
- Machaerium firmum (Vell.) Benth.
- Machaerium floribundum Benth.
- Machaerium floridum (Benth.) Ducke
- Machaerium fluminense Rudd
- Machaerium foliosum Rusby
- Machaerium froesii Rudd
- Machaerium fruticosum (Vell.) Hoehne
- Machaerium fulvovenosum H.C.Lima
- Machaerium glabratum Pittier
- Machaerium glabripes Pittier
- Machaerium glabrum Vogel
- Machaerium goudotii Benth.
- Machaerium gracile Benth.
- Machaerium grandifolium Pittier
- Machaerium guanaiense Rudd
- Machaerium guaremalense Pittier
- Machaerium hatschbachii Rudd
- Machaerium hoehneanum Ducke
- Machaerium huanucoense Rudd
- Machaerium humboldtianum Vogel
- Machaerium incorruptibile (Vell.) Benth.
- Machaerium inundatum (Benth.) Ducke
- Machaerium isadelphum (E.Mey.) Standl.
- Machaerium jacarandifolium Rusby
- Machaerium juglandifolium Rusby
- Machaerium kegelii Meissner
- Machaerium kuhlmannii Hoehne
- Machaerium lanatum Tul.
- Machaerium lanceolatum (Vell.) J.F.Macbr.
- Machaerium latialatum Pittier
- Machaerium latifolium Rusby
- Machaerium legale (Vell.) Benth.
- Machaerium leiocarpum Vogel
- Machaerium leiophyllum (DC.) Benth.
- Machaerium leucopterum Vogel
- Machaerium lindenianum Benth.
- Machaerium lineatum Benth.
- Machaerium longistipitatum Hoehne
- Machaerium lunatum (L.f.) Ducke
- Machaerium macrophyllum Benth.
- Machaerium madeirense Pittier
- Machaerium martii Tul.
- Machaerium melanophyllum Standl.
- Machaerium microphyllum (E.Mey.) Standl.
- Machaerium milleflorum Pittier
- Machaerium millei Standl.
- Machaerium minutiflorum Tul.
- Machaerium moritzianum Benth.
- Machaerium mucronulatum Benth.
- Machaerium multifoliolatum Ducke
- Machaerium mutisii Rudd
- Machaerium myrianthum Benth.
- Machaerium nicaraguense Rudd
- Machaerium nigrum Vogel
- Machaerium nyctitans (Vell.) Benth.
- Machaerium oblongifolium Vogel
- Machaerium obovatum Kuhlm. & Hoehne
- Machaerium opacum Vogel
- Machaerium orthocarpum Pittier
- Machaerium ovalifolium Rudd
- Machaerium oxyphyllum Gand.
- Machaerium paniculatum Benth.
- Machaerium papilisetosum Hoehne
- Machaerium paraense Ducke
- Machaerium paraguariense Hassl.
- Machaerium parvifolium Rudd
- Machaerium pedicellatum Vogel
- Machaerium penduliflorum Rudd
- Machaerium peruvianum J.F.Macbr.
- Machaerium pilosum Benth.
- Machaerium piresii Rudd
- Machaerium polyphyllum (Poir.) Benth.
- Machaerium pseudotipe Griseb.
- Machaerium puberulum Benth.
- Machaerium punctatum Pers.
- Machaerium quinata (Aubl.) Sandwith
- Machaerium rectipes Pittier
- Machaerium reticulatum Pers.
- Machaerium rogaguense Rusby
- Machaerium salvadorense (Donn.Sm.) Rudd
- Machaerium salzmannii Benth.
- Machaerium saraense Rudd
- Machaerium scleroxylon Tul.
- Machaerium seemannii Seem.
- Machaerium sericiflorum Vogel
- Machaerium sieberi Benth.
- Machaerium spicatum Kuhlm. & Hoehne
- Machaerium spinosum (Vell.) Benth.
- Machaerium splendens Vogel
- Machaerium stipitatum (DC.) Vogel
- Machaerium striatum I.M.Johnst.
- Machaerium stygium Lindm.
- Machaerium subrhombiforme Rudd
- Machaerium ternatum Kuhlm. & Hoehne
- Machaerium tolimense Rudd
- Machaerium tortipes Hoehne
- Machaerium tovarense Pittier
- Machaerium trifoliolatum Ducke
- Machaerium triste Vogel
- Machaerium truxillense Pittier
- Machaerium uncinatum (Vell.) Benth.
- Machaerium uribei Rudd
- Machaerium vellosianum Benth.
- Machaerium verrucosum Vogel
- Machaerium vestitum Vogel
- Machaerium villosum Vogel
- Machaerium violaceo-purpureum Duchass. & Walp.
- Machaerium violaceum Vogel
- Machaerium viridipetalum Ducke
- Machaerium whitfordii J.F.Macbr.